# Anna Palm de Rosa
Anna Sofia Palm de Rosa, född 1859 i Stockholm, död 2 maj 1924 i Italien var en svensk konstnär och landskapsmålare.

## Biografi
Palm de Rosa var dotter till professor Gustaf Wilhelm Palm. Hennes barndomshem låg vid Barnhusträdgårdsgatan 19, (numera Olof Palmes gata). Hemmet var en samlingspunkt för en stor krets av konstnärsvänner. Redan i de tidiga tonåren fick hon privatlektioner av fadern, Kongl. Hof- och Landskapsmålaren Gustaf Wilhelm Palm. 
Anna Palm var under 1890-talet en av Sveriges mest efterfrågade konstnärer. Hon målade alltid idylliska motiv oftast i akvarell och hennes motiv var stockholmsvyer och den bohuslänska skärgården samt motiv från Frankrike och Italien med kompositioner av lantfolk och hästar. Hon målade även jul- och vykort. Hon ställde ut på Konstakademien 1885, 1887 och 1911 och därefter i en lång rad utställningar.  Baltiska utställningen i Malmö 1914  blev hennes sista utställning.
Nyårsafton 1895 lämnade hon Sverige för att bosätta sig i först Paris och ett år senare i Italien. Vid ett besök på Capri träffade hon sin blivande man, infanterilöjtnanten Alfredo de Rosa, som hon gifte sig med 1901. Efter flytten till Italien fortsatte hon att måla Stockholmsmotiv och det gjorde hon efter fotografier tagna av bland andra fotografen Frans Gustaf Klemming. Mycket tyder på att Anna Palms populära akvareller från Stockholms slott och Strömmen tillkom i Neapel med Klemmings bilder som förlaga.
Anna Palm är representerad i bland annat:
- Nationalmuseum i Stockholm[10]
- Göteborgs konstmuseum
- Uppsala universitetsbibliotek[11]
- Norrköpings konstmuseum
- Stockholms slott
- Bohusläns museum
- Sjöhistoriska museet[12]
- Helsingborgs museer[13]
- Bohusläns museum[14]
- Stockholms stadsmuseum[15]

## Bildgalleri

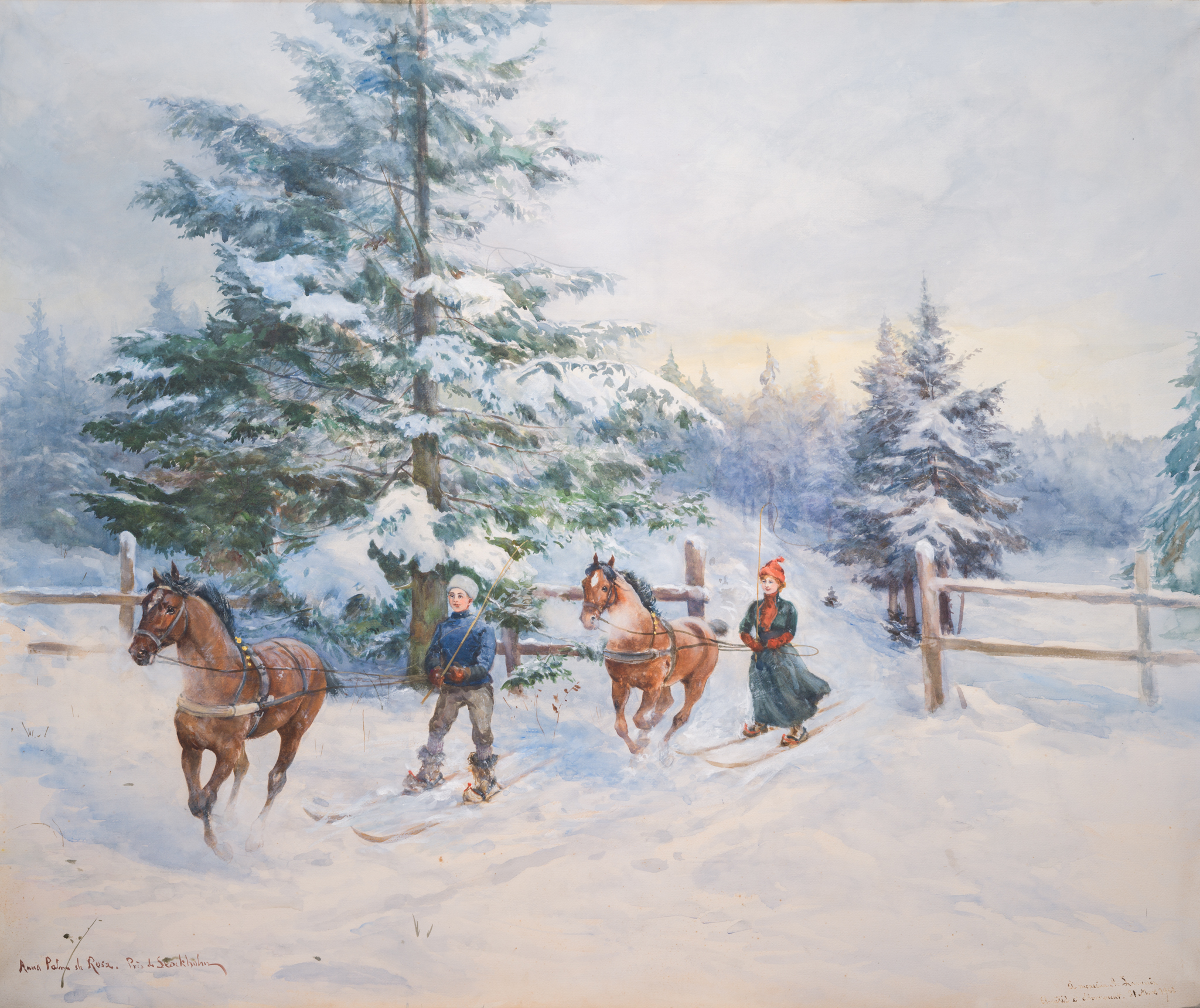
Skijoring, 1902
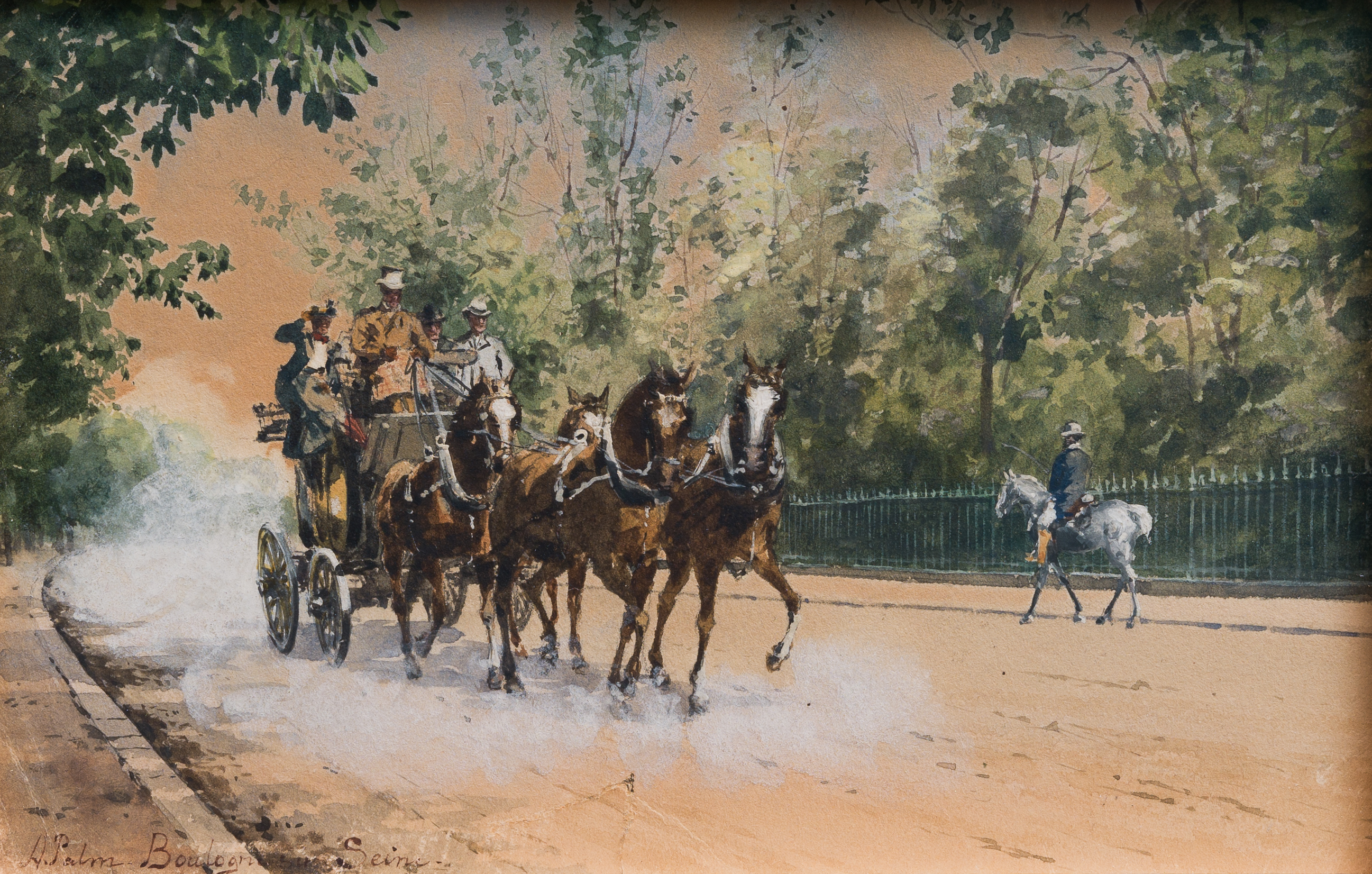
Boulogne-sur-Seine
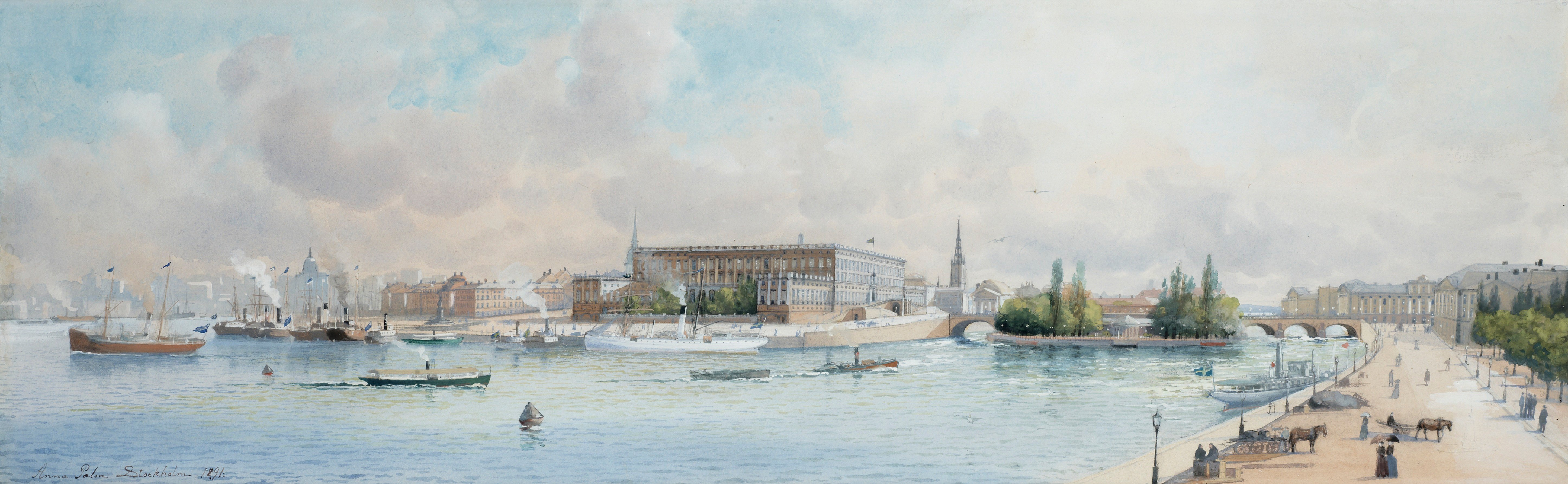
Panoramavy över Stockholms slott, (1891).
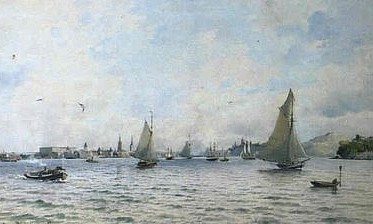
"Stockholm från Mälaren", (1900).
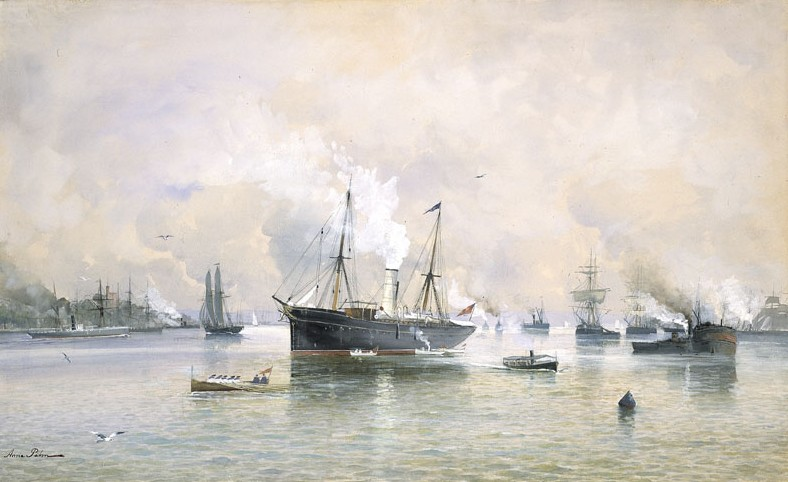
Stockholms ström, (1890).